# Le Bâillon (film)
Pour plus de détails, voir Fiche technique et Distribution.
Le Bâillon (Under Crimson Skies) est un film américain réalisé par Rex Ingram, sorti en 1920.

## Synopsis
Yank Barstow est la capitaine d'un voilier en route pour le Yucatan, avec à son bord Vance Clayton, sa femme Helen et leur fille Peg comme seuls passagers. Clayton accompagne une cargaison de pianos. Quand Barstow apprend qu'ils cachent des armes de contrebande à destination des rebelles, il ne dit rien car il est tombé amoureux d'Helen pendant le voyage. Avant qu'ils atteignent la côte, l'équipage tente une mutinerie et Barstow tue l'un des hommes. Barstow est arrêté au moment de l'accostage, et est condamné à cinq ans de prison. Il s'évade et échoue sur une île habitée par des ramasseurs d'épaves et des exilés politiques. Apprenant qu'une révolution se déroule sur le continent, Barstow conduit les ramasseurs d'épave contre les rebelles et libère l'ambassade des États-Unis. Clayton est tué pendant les combats, libérant ainsi Helen.

## Fiche technique
- Titre en français : Le Bâillon
- Titre original : Under Crimson Skies
- Titre alternatif : Captain Courageous
- Réalisation : Rex Ingram
- Scénario : Harvey Thew
- Photographie : Phil Rosen
- Montage : Grant Whytock
- Société de production : The Universal Film Manufacturing Company
- Société de distribution : The Universal Film Manufacturing Company
- Pays de production :  États-Unis
- Langue originale : anglais
- Format : noir et blanc — 35 mm — 1,37:1 — Film muet
- Genre : Drame, Film d'aventure
- Durée : 1 800 m (6 bobines)
- Dates de sortie : 
  - États-Unis : 6 juillet 1920
  - France : 2 juin 1922
- Licence : domaine public

## Distribution
- Elmo Lincoln : Yank Barstow
- Harry von Meter : Vance Clayton
- Mabel Ballin : Helen Clayton
- Nancy Caswell : Peg
- Frank Brownlee : « Dead Light » Burke
- Paul Weigel : « Plum Duff »
- Dick La Reno : le capitaine en second
- Noble Johnson : Baltimore Bucko
- Beatrice Dominguez : la fille sur l'île
- Ethelyn Irving